# (2579) Spartacus
(2579) Spartacus (1977 PA2) – planetoida z pasa głównego asteroid okrążająca Słońce w ciągu 3,29 lat w średniej odległości 2,21 j.a. Odkryta 14 sierpnia 1977 roku.